# 尤利娅·德罗任娜
尤利娅·尼古拉耶芙娜·德罗任娜（羅馬化：Yuliya Nikolayevna Drozhzhina；1990年3月1日—）是俄罗斯政治人物，第八届国家杜马代表。
2014年至2016年，德罗任娜担任俄罗斯国家青年组织“俄罗斯学生队”组织部部长。2016年，她被任命为该组织莫斯科分部的负责人。2018年，她在弗拉基米尔·普京总统竞选期间协调志愿者。
自2021年起，她担任莫斯科选区第八届国家杜马代表。她代表统一俄罗斯党竞选。最初，德罗任娜没有进入政党名单。然而，排在她之前的三个人拒绝了他们的授权，她于10月7日获得了这个职位。德罗任娜成为第八届国家杜马最后一位注册代表。

## 制裁
德罗任娜于2022年因俄乌战争而受到多国制裁，包括英国、美国和加拿大。